# Робрес
Робрес (ісп. Robres) — муніципалітет в Іспанії, у складі автономної спільноти Арагон, у провінції Уеска. Населення — 632 особи (2009).
Муніципалітет розташований на відстані близько 320 км на північний схід від Мадрида, 30 км на південь від Уески.

## Демографія
Динаміка населення (INE ):